# BMD-1
BMD-1 (bojevaja mašina děsantnaja) je sovětské obojživelné obrněné vozidlo určené pro přepravu menší skupiny výsadkářů. Jedná se o lehký stroj, který je schopen shozu na padácích. Prototyp stroje byl sestrojen koncem šedesátých let 20. století, sériově se začal vyrábět od roku 1970. Vozidlo je vybavené gyrokompasem, zařízením pro ochranu proti zbraním hromadného ničení, zadýmovacím zařízením a hasicím systémem.
Modernizací stroje vznikl BMD-2. Nové konstrukce, částečne odvozené od BMP-3 jsou BMD-3 a BMD-4.